# 秦氏支祠
29°52′21.9″N 121°32′07.9″E / 29.872750°N 121.535528°E
秦氏支祠，俗称秦家祠堂，是中国浙江省宁波市一组民国建筑群，位于海曙区马衙街，天一阁南侧，建造者为宁波银行家秦际瀚。建筑始建于1923年，1925年落成。秦氏支祠坐北朝南，占地面积近2000平方米，耗费银两20余万，汇集宁波朱金木雕、石雕、砖雕工艺于一体，其中的戏台尤为考究。2001年，秦氏支祠被列入全国重点文物保护单位，与天一阁合并保护，为宁波地区首座列入全国重点文物保护单位的祠堂建筑。秦氏支祠目前由天一阁博物馆管理。

## 历史
秦氏支祠为宁波湖西秦氏的祠堂，这支秦氏明代迁自慈溪，曾在宁波章耆巷建有一座祠堂。1923年，在上海因染料生意发迹后的秦际瀚见旧祠堂破败，决意建新祠堂，但因非秦氏嫡派，仅被秦氏族长同意建支祠。当年，其父秦君安出资20余万银元，由胡荣记营造厂承建的秦氏支祠在月湖旁的马眼漕动工建设，1925年落成，清末状元张謇曾为支祠作《秦氏支祠记》。抗日战争期间的1941年，日军占领宁波，秦氏支祠被作为驻军营房使用，此后的国共内战期间曾被国军用于驻扎新兵。1951年，建筑被改为针织厂，1958年由宁波医药公司作为仓库使用。1990年医药公司迁出后，建筑进行了维修，并于1994年成为天一阁博物馆的组成部分。

## 建筑与装饰

秦氏支祠平面图

秦氏支祠位于马衙街74号，马眼漕北面，天一阁东园南面，占地面积近2000平方米。此地原为闻泽府第，清代成为后营游击署，附近有闻氏支祠和陈氏宗祠等建筑。秦氏支祠建筑风格为徽派建筑，坐北朝南，分为三进，高度依次抬高，左右有厢房。相传秦际瀚因计划修建章耆巷宗祠受阻，决意不惜钱财建造支祠，因而秦氏支祠的用工极尽考究，为当时建筑和雕刻工艺的代表作。
秦氏支祠自南向北由照壁、石栅栏、前厅、戏台、中厅、后厅组成，两侧设有厢房。建筑西侧有面阔三间独立院落称“犹存堂”，北为女客房。
照壁位于建筑群最南端，呈八字形，长9.8米，中间高6.8米，两侧高5.1米。照壁下方为青石须弥座，墙体正中堆塑“福”字。顶部为仿木歇山顶，檐角上翘，鸱吻为卷龙，正脊两面分别塑有“福祿壽”三星和奎星，脊边有仙鹤、蝙蝠、大象等瑞兽，檐下有仿木斗拱。
前厅为单檐硬山顶建筑，面阔五间深三间，山墙为三岳馬頭牆，屋顶垂脊有人物故事砖雕，厅前有石栏围城天井。戏台与前厅连为一体，为整座建筑中装饰最为繁复的部分。戏台平面正方形，长、宽近6米，单檐歇山顶，屋顶正脊有福禄寿三星。南部两柱与正厅檐柱合用，北部两柱独立，台面以下为梅园石质方柱，台面以上则使用一根直径15厘米的铸铁管以减小对看戏视野的影响。戏台台面上方的藻井由16条曲线组成，在顶部交汇，交汇点设置明镜一面，这样的设计俗称“鸡笼顶”。檐下题额“虚华实境”，台后题额“高悠明久”，左右题额分别为“戏凤”和“游龙”，台面三周为美人靠。戏台装饰普遍使用朱金漆木雕工艺，台后有八扇贴金屏风门，分别为“八仙过海”、“凤凰牡丹”、“雀梅报春”等。台面周围的美人靠也装饰有朱金漆木雕节子。
中厅为单檐硬山顶建筑，面阔五间两弄，山墙为四岳马头墙。正脊正中两面分别为双龙戏珠和凤穿牡丹图案，门下有浮雕百子游戏图。中厅前、后石柱均为楹联柱，前部明间楹联为“荷前朝北网酬庸荣膺雀服，俾后世西湖承礼群效骏奔”，次间楹联为“系出雄封驷铁车邻存旧倍，祥徵异政麟游凤集缅前贤”，后部明间楹联为“黍非馨稷非馨知神依有在，轮焉美奂焉美颂族聚于斯”，次间楹联为“家庙有碑颜真卿详述祖德，祠堂作记严先生永著高风”。后厅为两层重檐硬山顶建筑，山墙为四岳马头墙。建筑面阔七间，明间和次间为单层，稍间和尽间为两层，前柱亦为楹联柱，明间楹联为“千载仰徽音永作母仪妇范，四时隆祫祭籍分女席男坛”，次间楹联为“谨盘匜滫瀡之仪礼详内则，修筐筥藻萍而祭诗美有齐”。
中厅、后厅两侧均有厢房。中厅南侧左右厢房为两层重檐硬山顶建筑，面阔六间，山墙为二岳马头墙，构成戏台两侧的看台，并通过一道围墙与中厅相连。厢房二层内设两层栏杆，其中外层为装饰性的美人靠。后厅南侧左右厢房同为两层重檐硬山顶，面阔两间，南、北侧山墙分别为四岳和三岳马头墙，正脊有福禄寿三星。

## 保护与展示
秦氏支祠于1981年12月被确立为宁波市文物保护单位。1990年9月医药公司迁出后，国家文物局和宁波市政府出资对秦氏支祠展开维修，1992年完工。1994年，秦氏支祠由宁波市博物馆管理，陈列工艺美术作品，同年随市博物馆并入天一阁文保所，此后成为天一阁博物馆的组成部分，并设置“中国现存藏书楼陈列”。2001年，秦氏支祠被列入第五批全国重点文物保护单位，与天一阁合并保护。2001年至2006年，秦氏后人，上海知名收藏家秦康祥所藏全部文物依其遗愿，由后人捐献给天一阁博物馆收藏。

## 图片

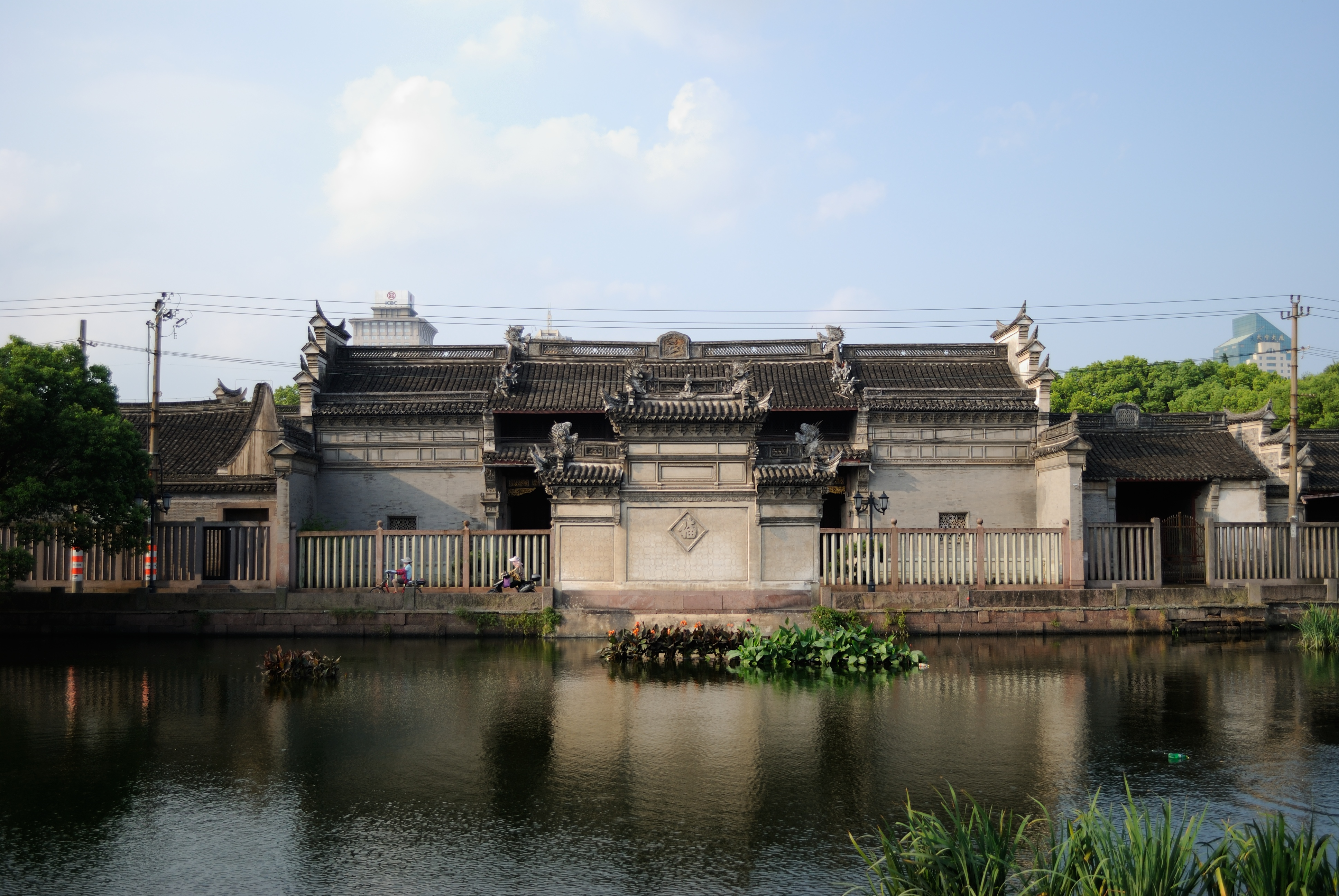
大门前为马眼漕，以照壁隔开
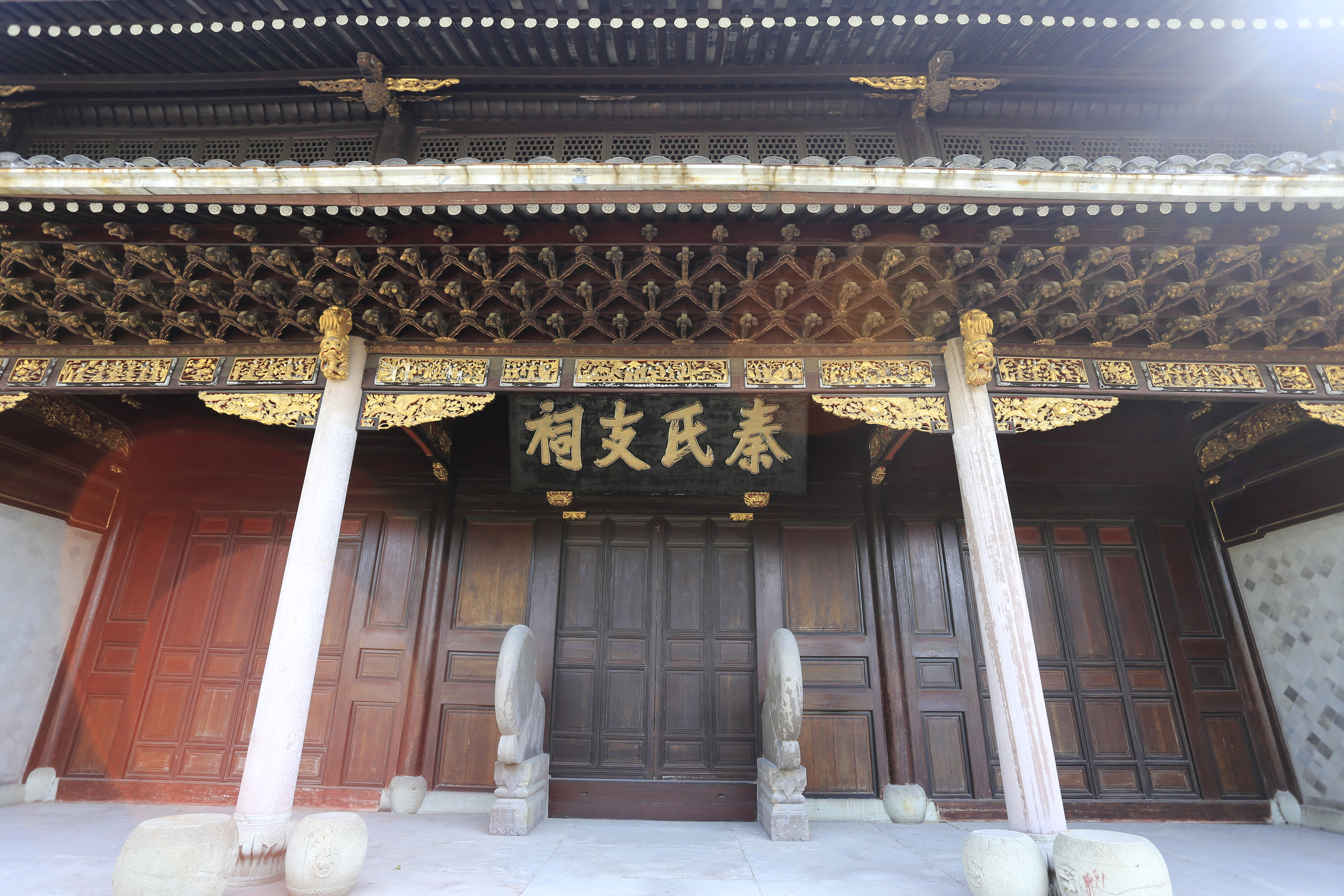
前厅大门
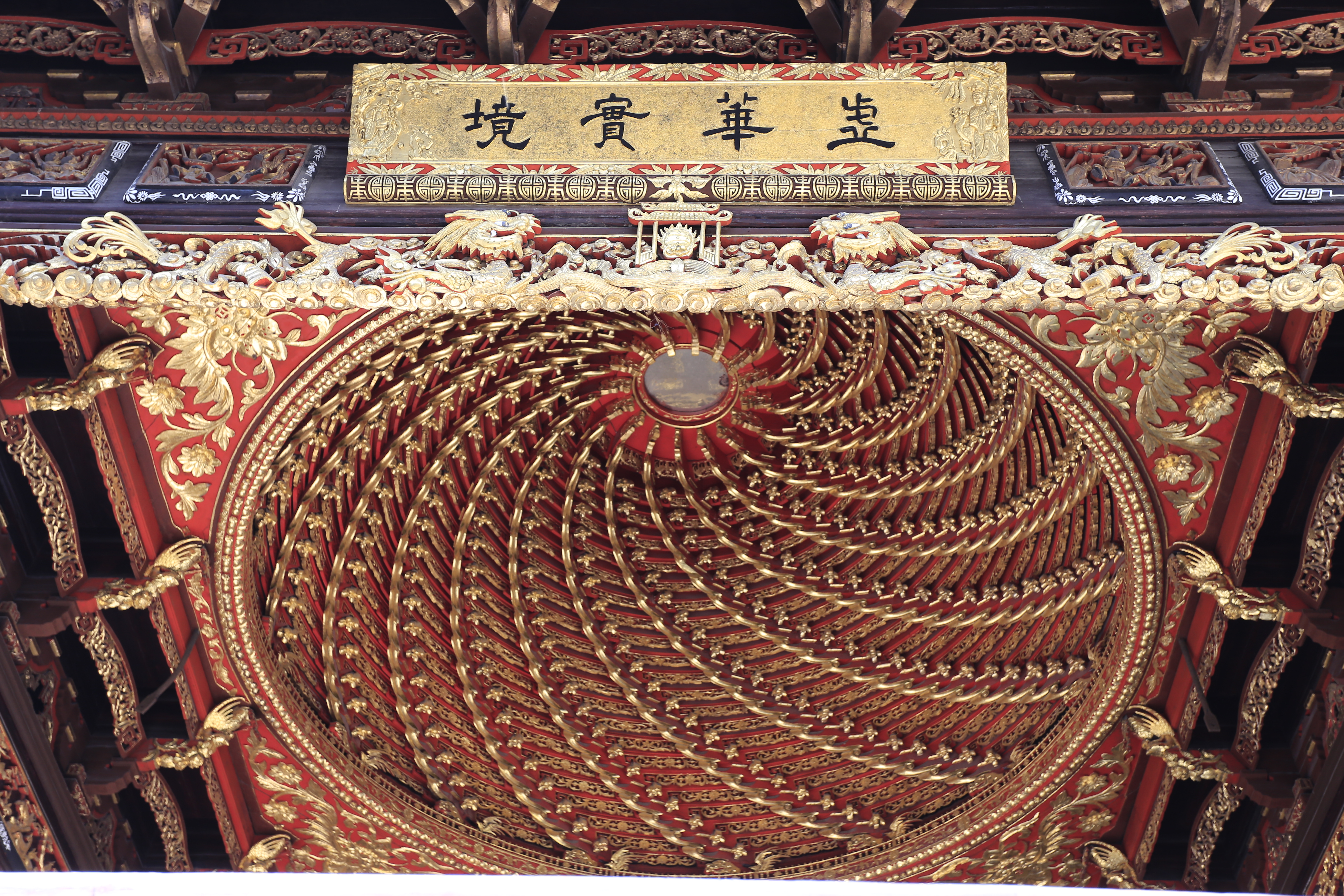
戏台藻井
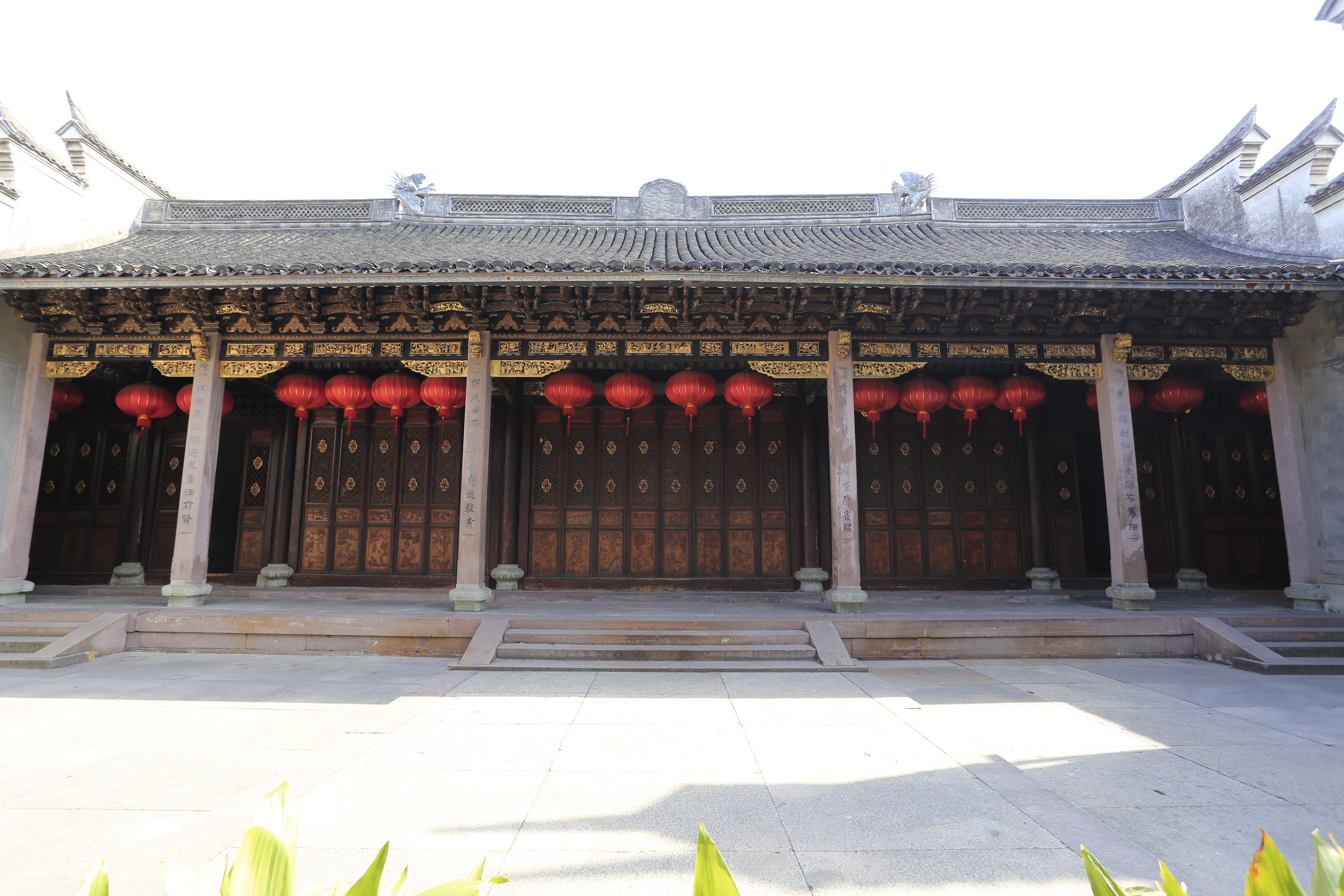
中厅
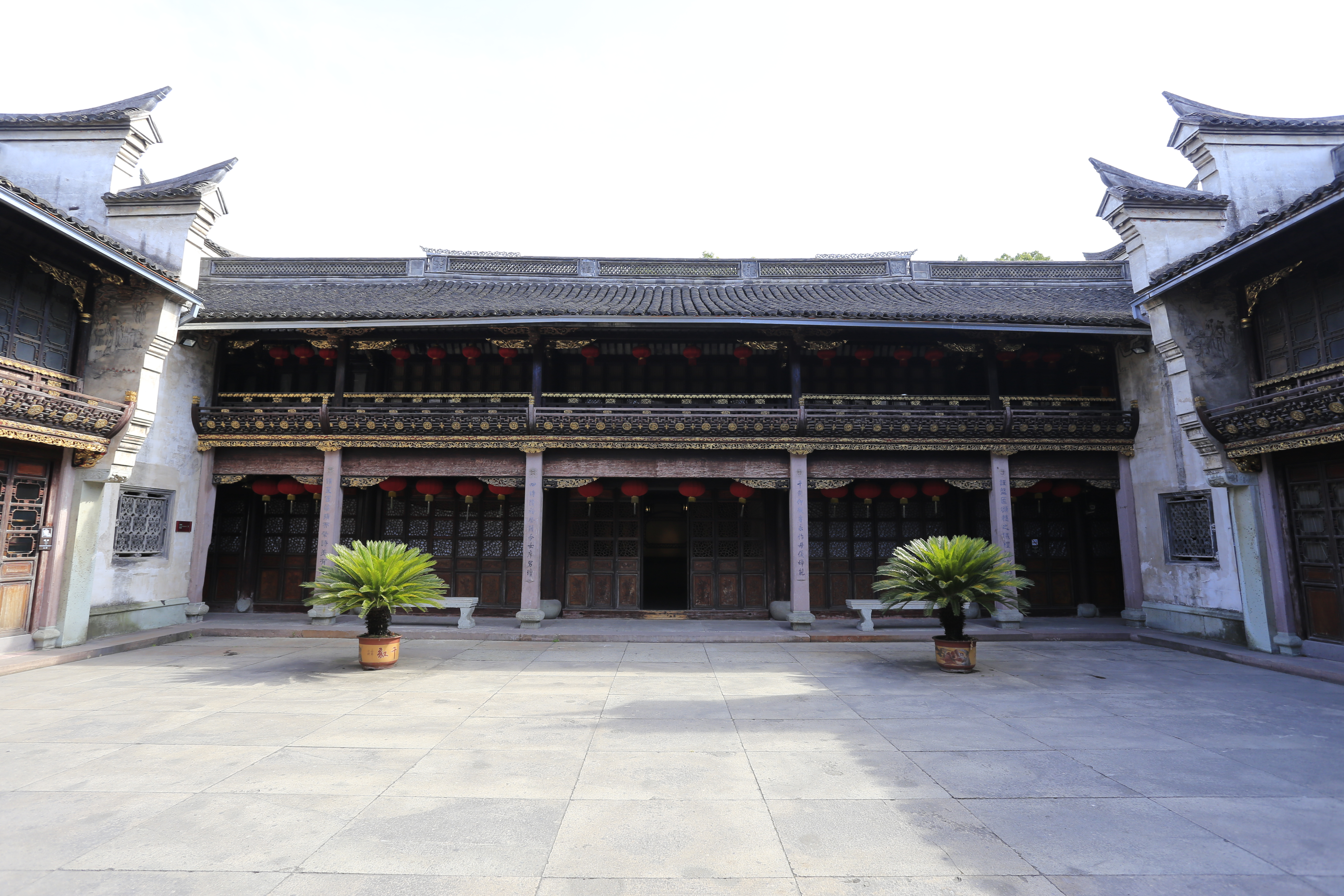
后楼